# Александър Абуш
Александър Абуш (14 февруари 1902, Краков, Австро-Унгария - 27 януари 1982, Източен Берлин, Източна Германия) е германски писател, политик, публицист.

## Биография
Участва в антифашисткото движение. След идването на власт на Хитлер емигрира във Франция, където е редактор на вестници. Взема участие в издаването на разобличителната „Кафява книга на хитлеровия терор и подпалването на Райхстага“ (1933). След нахлуването на германските войски във Франция е интерниран (1939-1940), избягва и воюва във френската Съпротива в южната част на страната.
Като емигрант в Мексико (1941-1946) е главен редактор на ежемесечника „Свободна Германия“ (Freies Deutschland), става съосновател на Свободното германско движение (Freien Deutschen Bewegung) в Латинска Америка и Националния комитет „Свободна Германия“ (Nationalkomitee Freies Deutschland) в Мексико.
Член е на Германската академия на изкуствата (в ГДР), член на ЦК на ГЕСП от 1956 г., министър на културата (1958-1961), заместник-председател на Министерския съвет на ГДР (1961-1971).
Получава Национална награда на ГДР през 1955 г. и Димитровска награда през 1972 г.